# Meringium johorense
Meringium johorense là một loài dương xỉ trong họ Hymenophyllaceae. Loài này được Copel. mô tả khoa học đầu tiên năm 1958.
Danh pháp khoa học của loài này chưa được làm sáng tỏ. 